# Billy Gilmour
Billy Clifford Gilmour, född 11 juni 2001, är en skotsk fotbollsspelare som spelar för Napoli. Han representerar även det skotska landslaget.

## Klubbkarriär
I juli 2017 värvades Gilmour av Chelsea. I juli 2018 skrev han på sitt första professionella kontrakt med Chelsea. Den 31 augusti 2019 gjorde Gilmour sin Premier League-debut i en 2–2-match mot Sheffield United, där han blev inbytt i den 84:e minuten mot Tammy Abraham.
Den 2 juli 2021 lånades Gilmour ut till Norwich City på ett låneavtal över säsongen 2021/2022. I juni 2022 förlängde han sitt kontrakt i Chelsea fram till juni 2024.
Den 1 september 2022 värvades Gilmour av Brighton & Hove Albion, där han skrev på ett fyraårskontrakt. Den 30 augusti 2024 värvades Gilmour av Napoli, där han skrev på ett femårskontrakt.